# Картишово
Картишово (рос. Картышово) — присілок в Мещовському районі Калузької області Російської Федерації.
Населення становить 601 особу. Входить до складу муніципального утворення Залізнична станція Кудринська.

## Історія
Від 2004 року входить до складу муніципального утворення Залізнична станція Кудринська.

## Населення
| 2002 | 2010 |
| ---- | ---- |
| 628  | ↘601 |